# Antoine Dignef
Antoine Dignef, né le 3 octobre 1910 à Velm et mort le 9 avril 1991 à Saint-Trond, est un coureur cycliste belge.
Professionnel de 1932 à 1942, il a notamment remporté le Grand Prix de l'Escaut et deux étapes du Tour d'Espagne, devenant le premier vainqueur d'étape de la Vuelta.

## Palmarès
- 1932
  - 6e étape du Tour de Belgique indépendants
  - 2e et 7e étapes du Tour de Catalogne
  - 3e de Lille-Bruxelles-Lille
  - 4e du Tour de Catalogne
- 1933
  - 7e étape du Tour de Catalogne
  - 3e du Tour de Catalogne
- 1934
  - 2e du Tour de Belgique
  - 9e de Liège-Bastogne-Liège
- 1935
  - 1re et 4e étapes du Tour d'Espagne
  - 2e étape de Paris-Nice
  - 2e de Paris-Nice
  - 3e du Tour d'Espagne
  - 9e de Paris-Roubaix
- 1936
  - Grand Prix de la Famenne
  - 9e de Paris-Nice
  - 9e de la Flèche wallonne
- 1937
  - Tour du Condroz
  - 3e de Bruxelles-Hozémont
- 1938
  - Grand Prix de l'Escaut
  - 2e d'Awans-Bierset
  - 2e de Bruxelles-Hozémont
- 1939
  - 3e étape du Circuit du Ventoux
    - 3e du Classement Général

  - 3e étape du Tour de Belgique
    - 2e du Classement Général

## Résultats sur les grands tours

### Tour de France
2 participations
- 1933 : 26e
- 1935 : 20e

### Tour d'Espagne
1 participation
- 1935 : 3e, vainqueur des 1re et 4e étapes,  maillot orange pendant un jour

### Tour d'Italie
1 participation
- 1937 : abandon (6e étape)